# Heliastus sumichrasti
Heliastus sumichrasti är en insektsart som först beskrevs av Henri Saussure 1861.  Heliastus sumichrasti ingår i släktet Heliastus och familjen gräshoppor. Inga underarter finns listade i Catalogue of Life.